# Eduard Dupan
Edouard Emile Dupan (Brugge, 22 juni 1847 – 20 juni 1919),  of soms Du Pan, was een Belgisch beiaardier en componist.

## Levensloop
Al in 1860 was Dupan leerling-beiaardier. Van 1864 tot 1876 werd hij verder opgeleid door Remi Berragan. In 1877 werd hij stadsbeiaardier en speelde dat jaar mee toen Peter Benoît voor zijn Rubenscantate het lied Dan mocht de beiaard spelen in Brugge met een massakoor kwam uittesten.
Tot in 1913 bleef Dupan stadsbeiaardier (met vanaf 1897 Arthur Blondeel als adjunct) en werd toen door Toon Nauwelaerts opgevolgd.

## Composities
Dupan schreef verschillende werken voor beiaard.